# Amr Ibn al-As

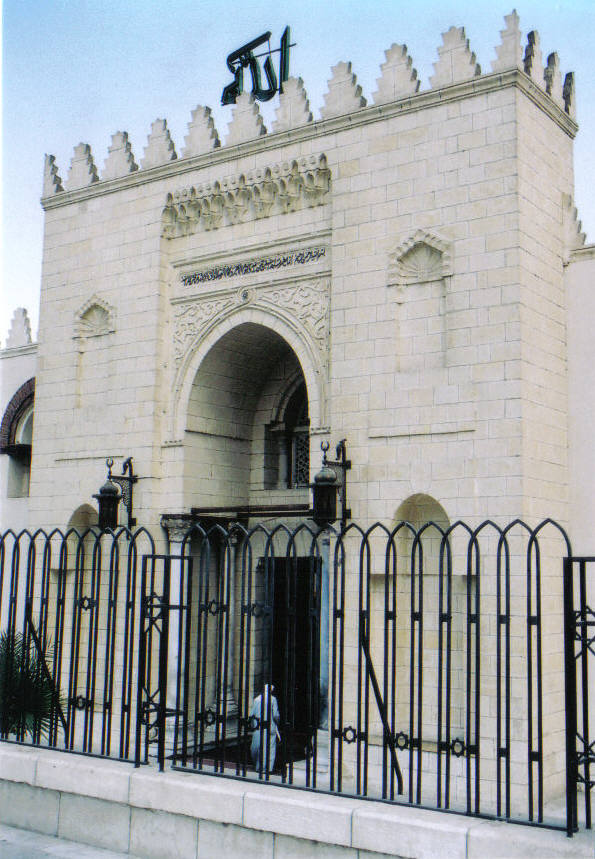
Meczet Amra Ibn al-Asa w dzisiejszym Kairze. Ten budynek w niczym nie przypomina pierwotnego meczetu postawionego przez Amra, jednak nadal stoi on w pobliżu miejsca gdzie znajdował się jego namiot w Fustacie

Amr Ibn al-As (arab. عمرو بن العاص) (ur. 583, zm. 6 stycznia 664 w Fustacie – obecnie w granicach Kairu) – towarzysz Mahometa, wódz, dyplomata i administrator, sławny przede wszystkim z podboju Egiptu.
Był bogatym członkiem klanu Banu Sahm należącego do plemienia Kurajszytów, tego samego z którego wywodził się Mahomet. Przez długi czas razem z innymi Mekkańczykami działał przeciwko Prorokowi, jednak gdzieś ok. r. 629 – 630 nawrócił się na islam. Zgodnie z muzułmańską tradycją został on wysłany z poselstwem do Etiopii, by szukać tam wsparcia przeciwko Mahometowi, i spotkał tam jego wysłannika. Amr chciał go zabić, jednak władca Etiopii mu tego zabronił i zapoznał go z zasadami islamu, po czym Amr natychmiast nawrócił się. Prorok odtąd używał go do zadań o charakterze wojskowym i dyplomatycznym. W roku 632 został wysłany z misją dyplomatyczną do Omanu, gdzie zastała go wiadomość o śmierci Mahometa. Powrócił jednak do Medyny dopiero po tym, jak udało mu się nawrócić władcę Omanu na islam.
Jako dowódca jednego z trzech oddziałów wysłanych do Palestyny wziął udział w bitwach pod Adżnadajn (634) i nad rzeką Jarmuk (636), i był odpowiedzialny za zajęcie południowo-zachodniej Palestyny. W roku 639 wraz z czterotysięcznym oddziałem samowolnie wyruszył na Egipt, zdobywając twierdzę Rhinocolura, a w roku 640 Peluzjum. Po fakcie kalif Umar zaakceptował inwazję i przysłał Amrowi posiłki. W lipcu lub sierpniu 640 r. Arabowie zwyciężyli oddziały bizantyjskie w bitwie pod Heliopolisem, a w roku 641 zdobyli główną bizantyjską twierdzę Babilon i zajęli Górny Egipt. Podczas oblężenia Babilonu patriarcha Aleksandrii i jednocześnie namiestnik Egiptu Cyrus prowadził z Arabami negocjacje, jednakże gdy przedstawił cesarzowi Herakliuszowi warunki wynegocjowanego przez siebie traktatu, ten odwołał go ze stanowiska, nie bez podstaw podejrzewając go o zdradę. Po zdobyciu Babilonu Amr pomaszerował w kierunku Aleksandrii. Jej potężne fortyfikacje wydawały się wprawdzie nie do zdobycia, ale arabski wódz wynegocjował poddanie się miasta na korzystnych dla niego warunkach. Arabowie nie wkroczyli do niego, lecz jedynie założyli pod nim obóz wojskowy i ściągnęli kontrybucję. Po śmierci Herakliusza w lutym 641 r. Cyrus powrócił na swoje stanowiska i teraz ostatecznie udało mu się zawrzeć traktat z Arabami. Był on bardzo niekorzystny dla Bizancjum - jego armia miała opuścić Egipt, natomiast chrześcijanie i Żydzi mieli otrzymać prawa należne ludziom księgi. Ostateczny całkowity sukces Amra był możliwy m.in. ze względu na fakt, że Cyrus był z powodu swojej niekompetencji i skorumpowania tak znienawidzony, że arabski wódz wykorzystując swoje zdolności dyplomatyczne łatwo znajdował przeciwko niemu sprzymierzeńców. Ponadto siły bizantyjskie w Egipcie nie miały jednolitego dowództwa, w związku z czym biły się z Arabami oddzielnie. Wreszcie w większości monofizyccy Egipcjanie nie czuli się zbytnio związani z Cesarstwem Bizantyjskim, które za pośrednictwem Cyrusa próbowało im narzucić katolicką ortodoksję. Byli oni zatem może nie przyjaźnie, ale raczej obojętnie, a nie wrogo, nastawieni do arabskich zdobywców.

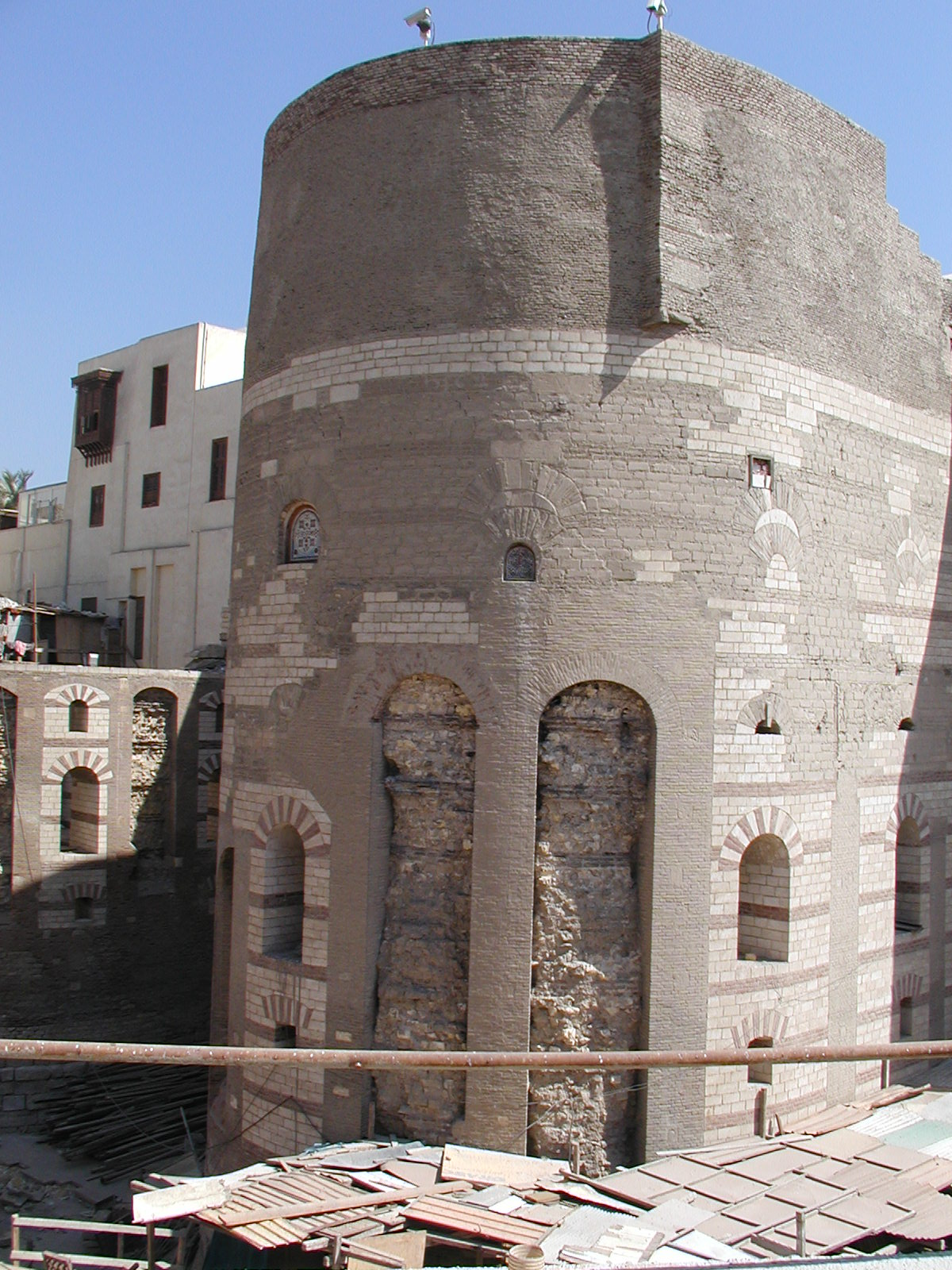
Bizantyjska twierdza Babilon

Amr został mianowany przez kalifa Umara namiestnikiem podbitej przez siebie prowincji. Już w roku 641 założył w niej nową stolicę, Fustat, ufortyfikowany obóz wojskowy z meczetem w środku. W celu uzyskania lepszej łączności z Arabią kazał też oczyścić stary kanał łączący Nil z Morzem Czerwonym. Jako namiestnik Amr doskonale zdawał sobie sprawę, że rolnictwo Egiptu zależy od utrzymania sprawności systemu irygacyjnego i bardzo o niego dbał. Każda wieś w Egipcie tworzyła zwartą jednostkę, której przywódca odpowiadał za egzekwowanie i płacenie określonych podatków, z których część przekazywano do ośrodka większej jednostki terytorialnej, ta zaś wysyłała je do Aleksandrii. Pozostała część szła na roboty publiczne, takie jak utrzymanie sprawności systemu irygacyjnego, potrzeby świątyń, łaźni publicznych itd. Chłopi mogli płacić daniny w naturze. Amr obłożył praktycznie całą niemuzułmańską ludność Egiptu pogłównym, którego wysokość uzależniono od majątku podatnika. Większość dawnego systemu administracyjnego, jak i jego urzędnicy, zostały zachowane.
Już w roku 642 Amr rozpoczął inwazję Cyrenajki, co nowy cesarz bizantyński Konstans II uznał za wygodny pretekst do zerwania traktatu z Arabami. W roku 644 nowy kalif Usman odwołał Amra, mianując namiestnikiem Egiptu swojego mlecznego brata Abd Allaha Ibn Sada. Kiedy jednak w roku 645 bizantyjska flota wysadziła desant w Aleksandrii, Amr został przywrócony na swoje stanowisko, i w ostateczności pobił Bizantyjczyków pod Fustatem i odzyskał Aleksandrię. Bizantyjczycy nie ponowili już próby zdobycia Egiptu, jednak Amr musiał znowu ustąpić Abd Allahowi. Mimo negatywnych doświadczeń z rządami Usmana w trakcie pierwszej fitny Amr stanął po stronie Umajjady Mu’awiji, który był jego osobistym przyjacielem. To właśnie on w chwili kiedy siły Mu’awiji przegrywały już bitwę pod Siffinem doradził mu, żeby żołnierze zatknęli na włóczniach masāhef, fragmenty albo całe egzemplarze Koranu, co sprawiło, że większa część żołnierzy Alego nie chciała walczyć przeciwko nim. Ten gest miał bowiem oznaczać, że spór pomiędzy muzułmanami powinna rozstrzygnąć Święta Księga, a nie broń. W ten sposób Amr doprowadził do tego, że konflikt pomiędzy Alim a Mu'awiją miał być rozstrzygnięty w drodze arbitrażu, w którym Amr jako arbiter Mu’awiji miał odegrać główną rolę. W roku 659 po burzliwych rozmowach przedstawiciel Alego Abu Musa al-Aszari ogłosił, że arbitrzy zgodnie pozbawili obu antagonistów prawa do kalifatu i pozostawili wybór kalifa nowej surze. Prawdopodobnie tak właśnie ustalono, jednak Amr ibn al-As nie potwierdził oświadczenia Abu Musy i jakiś czas później ogłosił jedynie pozbawienie stanowiska Alego, co pozwoliło mu na późniejsze poparcie pretensji Mu’awiji do kalifatu. Zdaniem P. K. Hittiego: „[To] że obaj rozjemcy pozbawili stanowiska obu mocodawców, było przegraną Alego. Mu’awija nie miał żadnego kalifatu, aby się miał go zrzekać. Był tylko gubernatorem prowincji. Sam fakt arbitrażu postawił go na równym poziomie z kalifem Alim, którego pozycja przez to obniżyła się do roli zwykłego pretendenta. Wyrok sędziów pozbawił Alego rzeczywistego stanowiska, a Mu'awiję fikcyjnej pretensji, której nie śmiał nawet dochodzić.”. Za pomocą swojego dyplomatycznego sprytu Amr zatem walnie przyczynił się do zwycięstwa Mu’awiji.
W roku 660 Amr zdobył dla Mu’awiji Egipt, który wcześniej był lojalny w stosunku do Alego, i powrócił na stanowisko jego gubernatora. Zginął jednak w wyniku zamachu już trzy lata po śmierci Alego, w roku 664. W tradycji arabskiej Amr Ibn al-As ze względu na swoje wszechstronne zdolności w zakresie dyplomacji, wojny i polityki jest uważany za jednego z duhāt, geniuszy epoki. Na Zachodzie jego kampanie w aspekcie sztuki wojennej porównuje się czasem do kampanii Aleksandra Wielkiego i Napoleona.